# Renaissance (videogioco 1982)
Renaissance è un videogioco che riproduce il gioco da tavolo Othello, pubblicato nel 1982 per gli home computer Atari 8-bit, Commodore 64 e Commodore VIC-20 dalla United Microware Industries (UMI) di Pomona (USA). In Europa, per Commodore 64, venne pubblicato dalla Audiogenic Ltd. di Reading. Nel 1986 l'editrice statunitense Cosmi lo ripubblicò con il titolo Spite & Malice, per Atari 8-bit e Commodore 64. Sempre nel 1986 la Audiogenic ripubblicò Renaissance per Commodore 64 come lato B di Grandmaster Chess, un abbinamento poi riproposto anche dalla Alternative Software. Esiste inoltre un porting amatoriale di Renaissance da C64 per Commodore 16.
Le prime versioni Commodore VIC-20 e C64 vennero generalmente apprezzate dalla stampa dell'epoca.

## Modalità di gioco
Il videogioco riproduce fedelmente le regole del gioco da tavolo di strategia per due giocatori Othello (secondo i manuali originali UMI si tratterebbe di un gioco molto antico, precedente a Othello, ma di questo fatto non c'è riscontro). Si può giocare soltanto in singolo, contro il computer, a 8 possibili livelli di difficoltà, modificabili anche durante la partita. La scacchiera viene mostrata in due dimensioni, con sfondo verde. Per selezionare le mosse si utilizza un cursore sulle caselle, controllato con tastiera o joystick.
Altre funzioni sono accessibili spostando il cursore su un menù posto alla destra della scacchiera. È possibile annullare una o più mosse fatte, cambiare il colore controllato dal giocatore (funzione utilizzabile di fatto per simulare partite a due giocatori, cambiando a ogni turno), farsi suggerire una mossa dal computer (solo ai livelli 2-8), modificare liberamente la posizione delle pedine per creare qualsiasi situazione di gioco, salvare su nastro la partita in corso.